# Bellagio
För andra betydelser, se Bellagio (olika betydelser).
Bellagio är en italiensk kommun i provinsen Como i Lombardiet invid Comosjön inte långt från gränsen till Schweiz. Kommunen hade 3 707 invånare (2018) och gränsar till kommunerna Griante, Lezzeno, Magreglio, Oliveto Lario, Sormano, Tremezzina, Varenna, Veleso och Zelbio.
Den tidigare kommunen Civenna uppgick i Bellagio den 4 februari 2014.